# Marie de Mantoue
Pour les autres membres de la famille, voir Maison Gonzague.
Marie de Gonzague ou Marie de Mantoue (en italien, Maria Gonzaga) (Principessa di Mantova, duchessa di Mantova, marchesa del Monferrato) (née le 29 juillet 1609 à Mantoue, dans l'actuelle Lombardie, et morte le 14 août 1660 dans la même ville) est une princesse italienne de la Maison Gonzague.

## Biographie
Marie est l'aînée des trois enfants de François IV, duc de Mantoue et de Montferrat et de Marguerite de Savoie, elle-même fille de Charles-Emmanuel Ier, duc de Savoie.
Son frère et sa sœur meurent très jeunes et elle se retrouve, à 3 ans, unique héritière de son père lorsque celui-ci mourut en 1612, âgé de 26 ans après seulement 10 mois de règne. Son oncle Ferdinand prit la succession de François IV et décéda en 1626 sans postérité.
Son deuxième oncle, Vincent II, succéda à Ferdinand. Son règne, à peine plus long que celui du frère aîné, ne dura que 14 mois. D'une santé déjà chancelante et sans postérité également, il va gérer sa succession en organisant le mariage de Marie avec Charles III, duc de Mayenne et d'Aiguillon et héritier en titre de la branche dite de Nevers de la famille Gonzague. Vincent et Charles avaient le même arrière-grand-père Frédéric II et il se trouvait que Marie et Charles avaient le même âge, étant tous deux nés en 1609.
Le mariage eut lieu le 26 décembre 1627 à Mantoue et, selon certaines sources, secrètement. Toujours est-il que Vincent II mourut quelques heures après cette célébration.
Une tourmente se déchaîna à la suite de ce décès. Il faut dire que la succession de Vincent II était sujette à controverses et appétits de conquêtes, au point qu'elle aboucha sur un conflit connu sous le nom de guerre de succession de Mantoue. Le pape Clément VII et le roi de France Louis XIII soutenaient les Nevers tandis que l'Empereur Ferdinand II, le roi d'Espagne Philippe IV et le duc de Savoie Charles-Emmanuel Ier soutenaient Ferdinand II, de la lignée des Gonzague de Guastalla. Le duc de Savoie avait, quant à lui, un œil de convoitise sur le duché de Montferrat.
La guerre dura trois ans et demi. Le père du jeune marié, Charles, déjà duc de Nevers, de Rethel et prince d'Arches et installé à Mantoue avec le titre de Charles Ier, duc de Mantoue et de Montferrat, ne put empêcher l'invasion et la mise à sac de la cité mantouane par les troupes espagnoles en 1630. Le traité de Cherasco en avril ou juin 1631 confirma la souveraineté des Nevers sur les duchés de Mantoue et Montferrat.
Charles de Mayenne, l'époux de Marie, devient donc l'héritier de l'ensemble des fiefs de son père, savoir Nevers, Rethel, Mantoue, Montferrat et Arches.
Mais en août 1631, Marie va se retrouver veuve avec trois enfants :
- Éléonore de Mayenne (1628-1686), qui épousera, en 1651, Ferdinand III de Habsbourg[1] (1608-1657), roi de Hongrie et de Bohême, empereur germanique
- Marie[2]
- Charles (1629-1665) qui succèdera, en 1632, à son oncle Ferdinand comme duc de Mayenne et d'Aiguillon et en 1637 à son grand-père comme 9e duc de Mantoue, 7e duc de Montferrat, duc de Nevers et de Rethel et prince d'Arches

Marie assure la régence des biens de son fils jusqu'en 1647, année des 18 ans de Charles, soit pendant une quinzaine d'années, et meurt en 1660, âgée de 51 ans.